# Bariumtellurat
Bariumtellurat ist eine chemische Verbindung des Bariums aus der Gruppe der Tellurate.

## Gewinnung und Darstellung
Bariumtellurat kann durch Reaktion von Bariumoxid mit Tellurtrioxid oder Tellursäure gewonnen werden.
{\displaystyle {\ce {BaO + TeO3 -> BaTeO4}}}
{\displaystyle {\ce {BaO + H2TeO4 -> BaTeO4 + H2O}}}

## Eigenschaften
Bariumtellurat-Trihydrat wandelt sich bei 120 °C in sein Dihydrat und bei 180 °C in sein Anhydrat um.

## Verwendung
Bariumtellurat kann für die Herstellung anderer Tellurate sowie von Tellursäure oder Bariumtellurid verwendet werden.